# Creu d'Enric de la Torre 2
La Creu d'Enric de la Torre 2 és una creu de terme de Sant Salvador de Guardiola (Bages) situada a uns 150 m al sud-est del mas Enric de la Torre, a la vora del camí de l'Enric de la Torre, que va a la carretera de Can Maçana, en un petit replà terrassat prop de l'encreuament amb un altre camí.
Està formada per una base feta amb dos graons de planta quadrada més un tercer circular. Sobre aquest s'alça una columna quadrilobul·lada molt prima, formada per dues peces. A la part superior té un capitell d'ordre jònic i una creu paté de ferro. Sembla tractar-se d'una creu recent, possiblement situada al lloc on n'hi havia una d'anterior, i el fust de la columna bé podria ser aprofitat d'una antiga creu gòtica.
A l'esplanada que dona accés al mas Enric de la Torre hi ha les restes d'una altra creu de terme, la Creu d'Enric de la Torre 1.